# Făgărașu Nou
Făgărașu Nou – wieś w Rumunii, w okręgu Tulcza, w gminie Topolog. W 2011 roku liczyła 661 mieszkańców.